# Liam Livingstone
Liam Stephen Livingstone (* 4. August 1993 in Barrow-in-Furness, Vereinigtes Königreich) ist ein englischer Cricketspieler, der seit 2017 für die englische Nationalmannschaft spielt.

## Aktive Karriere
Erstmals Aufmerksamkeit erregte er im Jahr 2015 im Club-Cricket, als ihm 350 Runs gelangen. Nach guten Leistungen in der County Championship 2017 und auf der Tour der English Lions in Sri Lanka, kam er in den Blickpunkt der Selektoren. Sein Debüt in der Nationalmannschaft gab er bei der Tour gegen Südafrika im Sommer 2017 im Twenty20-Cricket. Jedoch konnte er sich nicht im Team etablieren. Im Sommer 2018 brach er sich den Daumen und stieg als Kapitän von Lancashire mit dem Team in der County Championship 2018 ab. Daraufhin gab er diese Rolle auf und tourte durch zahlreiche Twenty20-Ligen der Welt. Im März 2021 wurde er für die Tour in Indien für das ODI-Team berufen und absolvierte dort zwei Spiele. Im Sommer 2021 war er auch wieder Teil des Twenty20-Teams bei der Tour gegen Sri Lanka. Bei der folgenden Tour gegen Pakistan konnte er mit 103 Runs aus 43 Runs sein erstes Century erzielen, was jedoch nicht zum Sieg reichte. Daraufhin wurde er für den ICC Men’s T20 World Cup 2021 nominiert, wobei seine beste Leistung 28 Runs gegen Südafrika waren.
Im Sommer erzielte er in der ODI-Serie in den Niederlanden ein Fifty über 66* Runs. Er wurde in den Kader für den ICC Men’s T20 World Cup 2022 aufgenommen, wobei er jedoch bis kurz davor an einer Knöchelverletzung laborierte. Beim Turnier gelangen ihm dann gegen Irland 3 Wickets für 17 Runs. Mit dem Team konnte er dann den Weltmeistertitel sichern. Nach dem Turnier gab er in Pakistan sein Test-Debüt. Im Sommer übernahm er die Kapitänsrolle in Lancashire. Im September 2023 erzielte er in den ODIs gegen Neuseeland zwei Fifties (52 und 95* Runs) und ein Mal drei Wickets (3/16). Beste Leistung beim darauf folgenden Cricket World Cup 2023 waren 27 Runs gegen Indien. Bei der folgenden Tour in den West Indies gelangen ihm drei Wickets (3/39) in den ODIs und ein Fifty über 54* Runs in den Twenty20s. Er wurde dann für den ICC Men’s T20 World Cup 2024 nominiert, bei dem er als beste Leistung 33 Runs gegen Südafrika erreichte.